# 纤海豹属
纤海豹属（学名：Leptophoca）是海豹科下的一个属。

## 下属物种
本属包括以下物种：
- 环大西洋纤海豹 Leptophoca amphiatlantica Koretsky et al., 2012
- 比邻纤海豹 Prophoca proxima (Van Beneden, 1876)